# Campionat del món de ciclisme en pista de 2021 – Scratch femení
La competició de Scratch femenina al Campionat del món de ciclisme en pista de 2021 es va celebrar el 20 d'octubre del 2021.

## Resultats
La cursa va començar a les 19:35. La primera ciclista a creuar la línia d'arribada sense perdre una volta és la guanyadora.
| Posició | Nom                    | País          | Voltes perdudes |
| ------- | ---------------------- | ------------- | --------------- |
| 1       | Martina Fidanza        | Itàlia        |                 |
| 2       | Maike van der Duin     | Països Baixos |                 |
| 3       | Jennifer Valente       | Estats Units  |                 |
| 4       | Maggie Coles-Lyster    | Canadà        |                 |
| 5       | Hanna Tserakh          | Belarús       |                 |
| 6       | Victoire Berteau       | França        |                 |
| 7       | Alžbeta Bačíková       | Eslovàquia    |                 |
| 8       | Daria Pikulik          | Polònia       |                 |
| 9       | Petra Ševčíková        | Txèquia       |                 |
| 10      | Neah Evans             | Regne Unit    |                 |
| 11      | Tania Calvo            | Espanya       |                 |
| 12      | Anita Stenberg         | Noruega       |                 |
| 13      | Olivija Baleišytė      | Lituània      |                 |
| 14      | Yumi Kajihara          | Japó          |                 |
| 15      | Tetyana Klimchenko     | Ucraïna       |                 |
| 16      | Aline Seitz            | Suïssa        |                 |
| 17      | Verena Eberhardt       | Àustria       |                 |
| 18      | Victoria Velasco       | Mèxic         |                 |
| 19      | Amber Joseph           | Barbados      |                 |
| 20      | Johanna Kitti Borissza | Hongria       |                 |
| –       | Maria Martins          | Portugal      | No va començar  |